# Rhaphidostichum clemensiae
Rhaphidostichum clemensiae är en bladmossart som beskrevs av Noguchi 1953. Rhaphidostichum clemensiae ingår i släktet Rhaphidostichum och familjen Sematophyllaceae. Inga underarter finns listade i Catalogue of Life.